# Аз съм твоят брат
„Аз съм твоят брат“ е български телевизионен игрален видео филм (детски, драма) от 1991 година на режисьора Милен Гетов, по сецанрий на Веселина Божилова, художник Павлета Ханджиева .

## Актьорски състав
| Роля                                                   | Изпълнител          |
| ------------------------------------------------------ | ------------------- |
| Янка Матанова, директорката на дома за изоставени деца | Искра Радева        |
| леля Денка                                             | Катя Чукова         |
| майката на Павел                                       | Пепа Николова       |
|                                                        | Юрий Ангелов        |
|                                                        | Красимира Демирева  |
| дете                                                   | Атанас Киряков      |
| дете                                                   | Александра Дракова  |
| дете                                                   | Дико Желев          |
|                                                        | Снежана Димитрова   |
|                                                        | Маргарита Стефанова |
|                                                        | Дико Желев          |
|                                                        | Розен Димитров      |